# Dinaz Wyszogród
Dinaz Wyszogród (ukr. Футбольний клуб «Діназ» Вишгород, Futbolnyj Kłub "Dinaz" Wyszhorod) – ukraiński klub piłkarski, mający siedzibę w mieście Wyszogród, w obwodzie kijowskim. Obecnie występuje w Druhiej-lidze.

## Historia
Chronologia nazw:
- 1999: Dinaz Wyszogród (ukr. ФК «Діназ» Вишгород)

Klub piłkarski Dinaz Wyszogród został założony w miejscowości Wyszogród w roku 1999 z inicjatywy polityka i przedsiębiorcy Jarosława Moskałenka. Najpierw zespół występował w mistrzostwach rejonu wyszogródzkiego, a potem awansował do mistrzostw obwodu kijowskiego. W 2005 osiągnął pierwszy sukces, zdobywając Puchar obwodu. W 2011 zdobył mistrzostwo, Puchar i Superpuchar obwodu kijowskiego. W 2011 zespół startował w Amatorskiej lidze Ukrainy, a w 2012 w Pucharze Ukrainy wśród amatorów.
W sezonie 2019/20 klub zgłosił się do rozgrywek Drugiej ligi. Również w sezonie 2019/20 debiutował w Pucharze Ukrainy, gdzie przegrał w trzeciej rundzie.

## Barwy klubowe, strój
| Czarny | Czerwony | Biały |

Klub ma barwy czarno-czerwono-białe. Zawodnicy domowe spotkania zazwyczaj grają w pionowo pasiastych czarno-czerwonych koszulkach, czarnych spodenkach oraz czarnych getrach.

## Sukcesy

### Trofea międzynarodowe
Nie uczestniczył w rozgrywkach europejskich (stan na 31-05-2019).

### Trofea krajowe
| \| \| Zdobyte trofea w rozgrywkach Ukrainy (stan na: 31-05-2019) \| |                                                            |      |          |
| Rozgrywki                                                           | Osiągnięcie                                                | Razy | Sezon(y) |
| · Mistrzostwo                                                       | I miejsce                                                  | 0    |          |
| · Mistrzostwo                                                       | II miejsce                                                 | 0    |          |
| · Mistrzostwo                                                       | III miejsce                                                | 0    |          |
| Puchar                                                              | zdobywca                                                   | 0    |          |
| Puchar                                                              | finalista                                                  | 0    |          |
| Puchar                                                              | 1/16 finału                                                | 1    | 2019/20  |
| II liga                                                             | I miejsce                                                  | 0    |          |
| II liga                                                             | II miejsce                                                 | 0    |          |
| II liga                                                             | III miejsce                                                | 0    |          |
| Ukraina                                                             | Zdobyte trofea w rozgrywkach Ukrainy (stan na: 31-05-2019) |      |          |

## Trofea inne
- Mistrzostwa obwodu kijowskiego:
  - mistrz (1x): 2011
  - wicemistrz (2x): 2015, 2018
  - 3.miejsce (3x): 2005, 2007, 2010
- Puchar obwodu kijowskiego:
  - zdobywca (3x): 2005, 2012, 2015
  - finalista (1x): 2006
- Superpuchar obwodu kijowskiego:
  - zdobywca (1x): 2011
  - finalista (2x): 2012, 2015
- Memoriał Ołeksandra Szczanowa:
  - zwycięzca (3x): 2015, 2017, 2019
- Puchar Wołodymyra Muntiana:
  - zdobywca (1x): 2016
  - finalista (2x): 2011, 2017

## Piłkarze i trenerzy klubu

### Trenerzy
- 1999:  Wałerij Sywaszenko
- 2001:  Wołodymyr Kożuchow
- 2003–2007:  Wołodymyr Ustinow
- 2007–2014:  Ołeh Spiczek
- 2013:  Ołeksandr Jeżakow
- 2014–2016:  Mychajło Stelmach
- 2016–2017:  Ihor Prodan
- 2017:  Mykoł Słobodianiuk
- 2018–...:  Wołodymyr Bondarenko

## Struktura klubu

### Stadion
Klub piłkarski rozgrywa swoje mecze domowe na stadionie Dinaz w Lutiżu, który może pomieścić 1200 widzów.

### Sponsorzy
- Syntez Sp.z o.o.

## Kibice i rywalizacja z innymi klubami

### Rywalizacja
Największymi rywalami klubu są inne zespoły z okolic oraz miasta.

### Derby
- Czajka Wyszogród
- Arsenał Kijów
- Czajka Petropawliwśka Borszczahiwka
- FK Bucza
- FK Putriwka